# Herança particulada

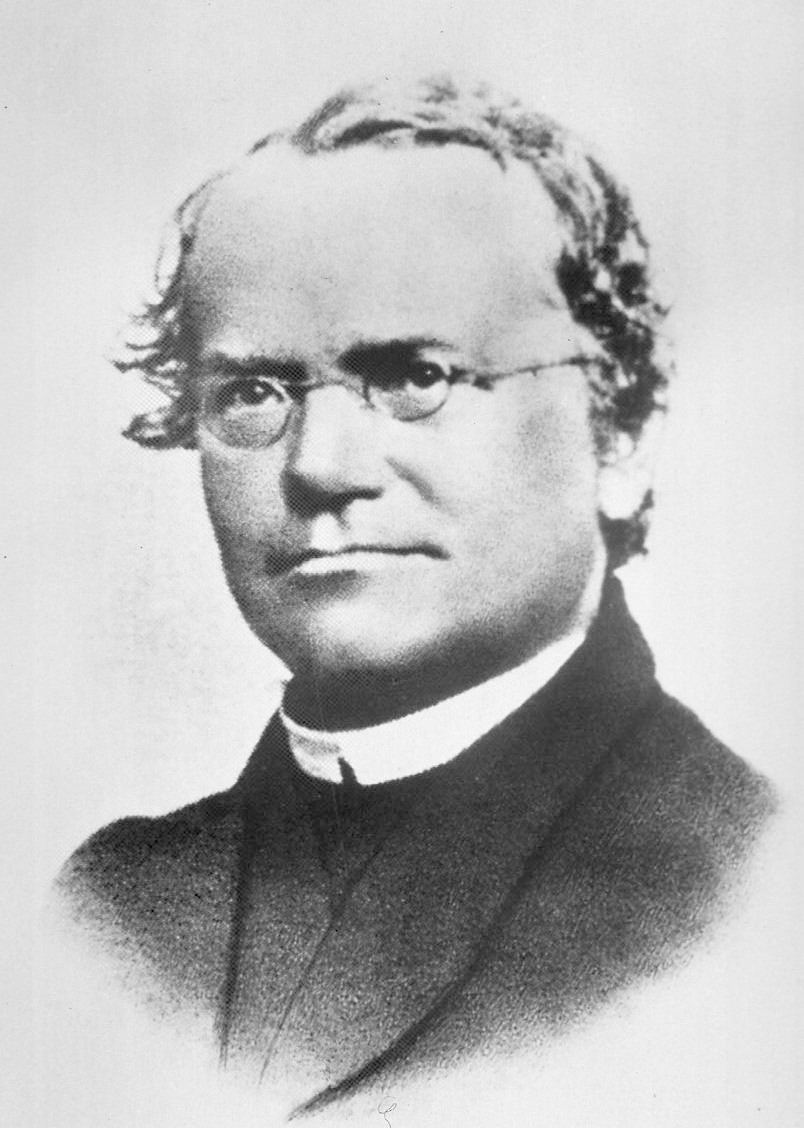
Gregor Mendel, o Pai da Genética.

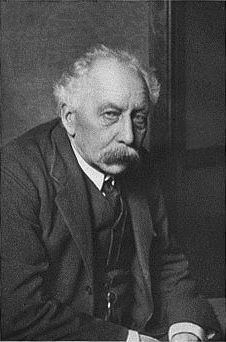
William Bateson.

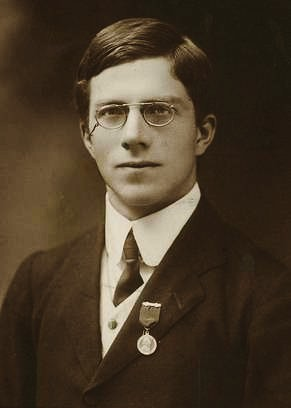
Ronald Fisher.

A herança particulada é um padrão de herança descoberto por teóricos da genética mendeliana, como William Bateson, Ronald Fisher ou o próprio Gregor Mendel, mostrando que os traços fenotípicos podem ser transmitidos de geração em geração por meio de “partículas discretas” conhecidas como genes, que podem manter sua capacidade de expressão, embora nem sempre apareçam em uma geração descendente.

## Desenvolvimentos científicos que levaram à teoria
No início do século XIX, os cientistas já haviam reconhecido que a Terra era habitada por criaturas vivas há muito tempo. Por outro lado, eles não entendiam quais mecanismos de fato impulsionavam a biodiversidade. Eles também não entendiam como as características físicas são herdadas de uma geração para a outra. A teoria da herança por mistura era o ideal comum na época, mas foi posteriormente desacreditada pelos experimentos de Gregor Mendel. Mendel propôs a teoria da herança particulada usando plantas de ervilha (Pisum sativum) para explicar como a variação pode ser herdada e mantida ao longo do tempo.

### Herança por mistura versus herança particulada

#### Herança por mistura
- Os descendentes são uma mistura de ambos os pais (ou seja, em termos modernos, os alelos se misturariam para formar um alelo completamente novo).

- As características da descendência por mistura são passadas para a próxima geração.

- A variação é eliminada com o tempo.[3]

#### Herança particulada
- Os descendentes são uma combinação de ambos os pais.

- As características de ambos os pais são passadas para a próxima geração como entidades separadas.

- A variação é mantida ao longo do tempo.[3]

## Métodos de Mendel

### Leis de Mendel
Como Mendel usou métodos experimentais para elaborar sua teoria de herança particulada, ele desenvolveu três leis básicas de herança: a Lei da Segregação, a Lei da Segregação Independente e a Lei da Dominância.

#### Lei da Segregação
O experimento de Mendel com plantas de ervilha altas e baixas demonstra como cada planta individual tem duas partículas chamadas alelos. Quando uma planta de ervilha produz gametas (células reprodutivas), ela segrega um alelo para cada um deles.

#### Lei da Segregação Independente
A lei estabelece que, quando os pais diferem entre si em dois ou mais pares de caracteres contrastantes, a herança de um par de caracteres é independente da herança do outro par de caracteres.

#### Lei da Dominância
Nas plantas de ervilha, Mendel observou que o alelo “T” (dominante) mascarava os efeitos do alelo “t” (recessivo). Os termos “dominante” e “recessivo” são usados para o alelo mascarado e o alelo coberto, respectivamente. Todos os descendentes desse cruzamento são heterozigotos em termos de seus genótipos. Eles também são altos (porque o alelo para alto mascara o alelo para baixo) em termos de seu “fenótipo”.

## Ronald Fisher
Em uma publicação de 1918 intitulada “The Supposition of Mendelian Inheritance Among Close Relatives” (A Suposição da Herança Mendeliana Entre Parentes Próximos), Ronald Fisher demonstrou que a herança particulada era capaz de gerar a grande quantidade de variação que vemos entre indivíduos intimamente relacionados. Isso ajudou a conciliar as escolas de pensamento biométrica e mendeliana na época e foi um passo importante na síntese evolutiva moderna.